# Wilsberg: Blut geleckt
Blut geleckt ist die 83. Folge der Fernsehfilmreihe Wilsberg. Die Folge ist seit dem 28. September 2024 in der ZDFmediathek verfügbar und wurde am 5. Oktober 2024 im Samstagabendprogramm des ZDF erstausgestrahlt.

## Handlung
Auf dem Münsteraner Markt wird die junge Verkäuferin Aischa Naciri erstochen. Da Hauptkommissarin Anna Springer sich eine dienstliche Auszeit genommen hat, um ihren ersten Roman, eine True-Crime-Story zu promoten, beginnen Overbeck und Drechshage mit den Ermittlungen, wobei der eine versucht, den anderen auszustechen. Zusätzlich drängt sich der namhafte FBI-Profilingexperte Dr. Elmar Lenz auf, der in seinem Podcast regelmäßig die eigene Sicht auf die Ermittlungen verbreitet. Annas Roman, angelehnt an einen brutalen Mordfall vor 15 Jahren, weist beängstigende Parallelen zum aktuellen Fall auf. Damals hatte René Rösch seine Frau getötet, und just ist Rösch wegen guter Führung frei gekommen, weshalb er schnell zum Hauptverdächtigen wird.
Anna wird von ihrer Lektorin Lucia Hillbeck unter Druck gesetzt, dem Erstlingserfolg schnellstmöglich einen zweiten Roman folgen zu lassen – Anna hatte sich vertraglich verpflichtet, wenigstens zwei Bücher zu schreiben. Es mehren sich Hinweise, dass Anna bedroht wird, sodass Wilsberg diesen und den Zusammenhängen zum damaligen Fall nachgeht. So könnten Rösch oder auch Sünje, die Tochter der Getöteten involviert sein, die es beide nicht ertragen können, dass mit deren persönlicher Leidensgeschichte Profit gemacht wird. Rösch bedroht Anna tatsächlich auch in ihrer Wohnung und wird kurzzeitig festgenommen. Daraufhin beendet Anna ihr Autorenauszeit und kehrt in den Polizeidienst zurück.
Jetzt finden Nachforschungen in Aischas Leben statt, denn die junge Frau hatte wegen ihrer Masterarbeit zum Thema Verbrechen und moderne Medien Kontakt zu Rösch und Sünje aufgenommen. Auch ein in Aischa verliebter Kommilitone gerät in den Fokus, da auch Rösch seine Tat im Liebeswahn beging. Mit dessen Hilfe gelingt es Wilsberg, an die Masterarbeit der Ermordeten zu gelangen. Diese hatte im Rahmen ihrer Arbeit auch mehrmals Kontakt zu Elmar Lenz, dessen – von Ekki durchleuchteten – Steuererklärungen einige Zweifel an dessen Lebenslauf aufkommen lassen.
Anna besucht Lenz und entdeckt, dass sein FBI-Diplom gefälscht ist. Sie stellt ihn zur Rede und wirft ihm vor, Aischa getötet zu haben, da diese vermutlich das gleiche herausfand, und Lenz als Hochstapler bloßstellen hätte können. Lenz entführt daraufhin Anna und möchte sie in der Tiefgarage des Polizeipräsidiums ermorden, um die Tat als „zum Profil von Rösch passend“ zu inszenieren.
Wilsberg durchschaut dieses Spiel, sodass die Polizei Lenz in letzter Sekunde festnehmen kann.

## Produktion
Die Dreharbeiten fanden in der Zeit vom 20. März 2023 bis zum 25. Mai 2023 in Nordrhein-Westfalen statt.
Der Running Gag Bielefeld findet sich in der 4. Minute. Georg fragt Anna, ob Merle auch zur Buchpräsentation komme. Anna teilt ihm daraufhin mit, dass Merle gerade eine Hospitanz in Bielefeld macht.
Wilsberg-Erfinder Jürgen Kehrer hat einen Cameo-Auftritt: Bei der Buchpremiere sitzt er in der ersten Zuschauerreihe.
Am Ende und im Abspann der Episode ist der Titel For Once in My Life von Stevie Wonder aus dem Jahr 1968 zu hören.

## Rezeption

### Kritiken
Das Team der TV Spielfilm gibt dem Film einen Daumen nach oben und resümiert: „Sehr amüsanter Auftritt der lieb gewonnenen Charaktere.“
Oliver Armknecht vergab auf film-rezensionen.de 6 von 10 Punkten. Der Film zeige sich ungewohnt ernst, sei dabei überzeugender als die oft verkrampft albernen Teile der letzten Zeit. Zu rätseln gebe es auch einiges.
Tilmann P. Gangloff bewertete den Film auf tittelbach.tv mit 4 von 6 Sternen. Der sehenswerte Fall erfreue durch eine originelle Story, gute Gäste, allen voran Liza Tzschirner und Thomas Arnold, sowie durch eine fesselnde Umsetzung.

### Einschaltquote
Die Erstausstrahlung des Films am 5. Oktober 2024 im ZDF sahen in Deutschland 6,21 Millionen Zuschauer, der Marktanteil betrug 26,5 Prozent.